# Saga di Hervör
La Saga di Hervör (norreno: Hervarar saga ok Heiðreks) è una saga norrena del XIII secolo che mette insieme materiale proveniente da altre saghe più antiche. È una saga di grande valore per diverse ragioni oltre che per le sue qualità letterarie. Contiene racconti della guerra tra Goti e Unni del IV secolo e l'ultima parte può essere usata come fonte per conoscere la storia della Svezia medievale; inoltre è stata notevole fonte d'ispirazione per Tolkien per la scrittura delle sue leggende sulla Terra di Mezzo. Tuttavia la saga è apprezzabile soprattutto per la spettacolare capacità di far sì che il lettore si raffiguri la scena:
(Nora Kershaw Chadwick)

## Trama

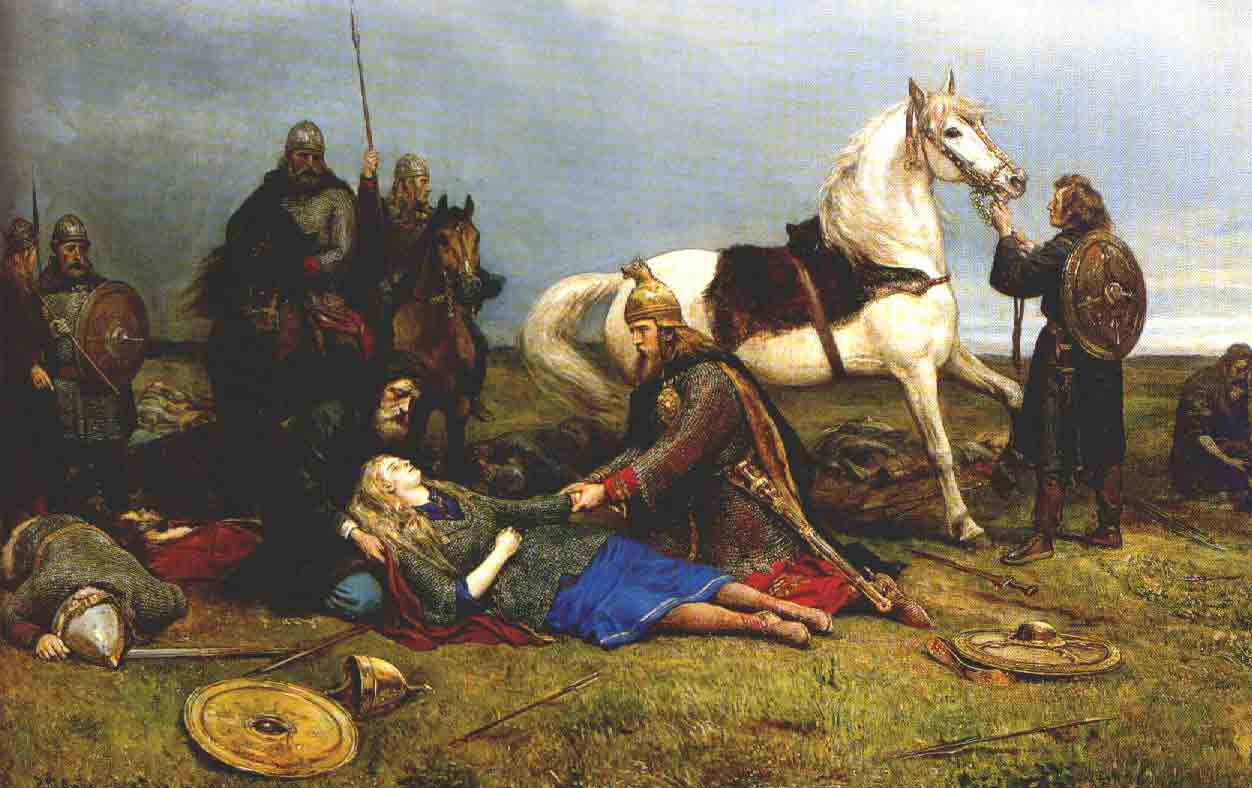
La morte di Hervör

La saga parla della spada Tyrfing e di come fu forgiata per re Sigrlami (redazione R) / Svafrlami (redazioni H e U) dai nani Dvalinn e Durinn (redazione U) / Dulinn (redazione H) e da questi maledetta (il nome dei nani e la maledizione sono presenti solo nelle redazioni H e U). Tempo dopo il re la donò a (redazione R) / la perse per mano di (redazioni H e U) Arngrim da Bolmsö che la diede a suo figlio Angantyr. Angantyr morì durante un combattimento su Samsø contro l'eroe svedese Hjalmar, il cui amico Örvar-Oddr seppellì la spada maledetta in un tumulo insieme ad Angantyr. Dal tumulo essa fu recuperata dalla figlia di Angantyr, la skjaldmær Hervor, che chiamò a giudizio suo padre morto per reclamare la sua eredità. La saga poi continua con le vicissitudini sue e di suo figlio Heidrek, re di Reidgotaland. Tra i figli di quest'ultimo, Angantyr Heidreksson e Hlöd, ci fu una grande battaglia per l'eredità del padre e Hlöd fu aiutato dagli Unni, tuttavia egli fu sconfitto e ucciso.
Verso la fine la saga riporta che Angantyr ebbe un figlio, Heidhrekr Ulfhamr, che fu re di Reidgotaland per molto tempo. Heidhrekr fu il padre di Hildr, madre di Halfdan il Valoroso, padre di Ivar Vidfamne; dopo Ivar Vidfamne, segue una lista di re semi-leggendari svedesi che giunge fino a Filippo Halstensson, ma essa fu probabilmente composta separatamente dal resto della saga ed integrata in redazioni successive.

## Versioni

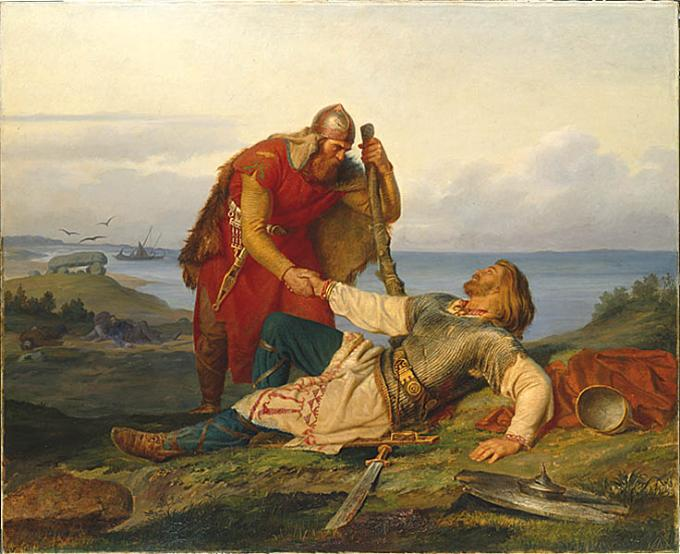
Orvar-Odd e Hjalmar si dicono addio (Mårten Eskil Winge, 1866).

La saga è stata ritrovata in molti manoscritti, ma ci sono tre distinte versioni di essa chiamate H, R e U, di cui la H e la R sono conservate su pergamena. La H è conservata nell'Hauksbók (A.M. 544, 4to) di Haukr Erlendsson scritto intorno al 1325. La R, o MS 2845 4to, è conservata nella Biblioteca Reale Danese a Copenaghen ed è datata intorno al XV secolo. La terza versione, la U, è parzialmente conservata come R:715 del Carolina Rediviva nella Biblioteca dell'Università di Uppsala e come A.M. 203 fol. nella Biblioteca dell'Università di Copenaghen; questa versione è della metà del XVII secolo e fu scritta da Síra Jón Erlendsson a Villingaholt.
Queste versioni differiscono in qualcosa. Per esempio la R è considerata la più vicina all'originale ed è più simile alla U che alla H, ma mancano il primo capitolo e la fine; d'altra parte essa include la canzone di morte di Hjalmar. La H termina con Gestumblindi e la R termina subito prima del 12º capitolo. Tuttavia ci sono due copie del XVII secolo della H, A.M. 281 4to (h1) e A.M. 597b 4to (h2), che conservano gli enigmi di Gestumblindi della versione H.
Anche il poeta e demologo svedese Arvid August Afzelius tradusse nel XIX secolo una versione della saga.

## Periodo storico

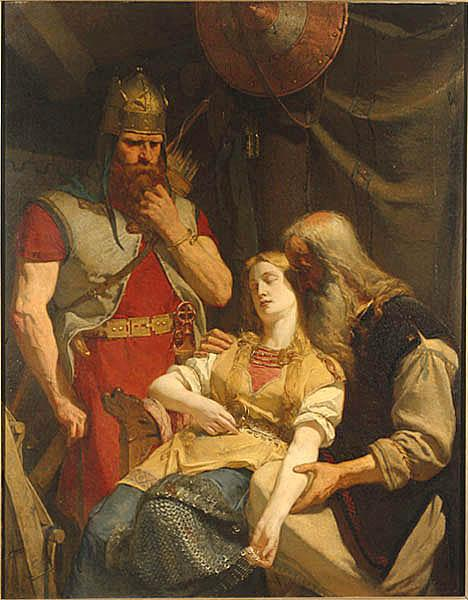
Örvar-Oddr informa Ingeborg della morte di Hjalmar (di August Malmström, 1859)

Le guerre dei Goti contro gli Unni si svolsero in un lontano periodo storico e le tradizioni ad esse riferite sono basate su eventi dell'inizio del IV secolo che furono tramandati per quasi 1000 anni.
A testimonianza di quanto sia antica la saga c'è il fatto che i nomi compaiono in autentiche forme germaniche e non in qualche remota forma latinizzata. I nomi utilizzati per i Goti, come Grýting (Ostrogoti, cfr. il latino Greutungi) e Tyrfing (Visigoti, cfr. il latino Tervingi), caddero in disuso già dopo il 390. Gli eventi si svolgono dove i Goti vivevano durante le guerre con gli Unni: la loro capitale, Árheimar, si trova sul Dnepr (...á Danparstöðum á þeim bæ, er Árheimar heita...), re Heiðrekr muore sui Carpazi (...und Harvaða fjöllum...) e la battaglia con gli Unni si svolge sulle piane del Danubio (...á vígvöll á Dúnheiði í Dylgjudölum). La mitica Myrkviðr che separa i Goti dagli Unni sembra corrispondere alla Palus Maeotis.
Sebbene i nomi siano testimoni di una base storica, gli avvenimenti stessi sono ben più difficili da ricondurre ad altre fonti. Poiché il nome Heiðrekr è quasi sinonimo di Ermanarico (heiðr significa "onore" o "gloria", e Aírman-, o il corrispondente norreno Jörmund, significa "il grande" o "il glorioso"), può esserci una corrispondenza tra il nipote di Heiðrekr il Saggio (Heiðrekr Ulfham) ed Ermanarico. Heiðrekr Ulfham si narra abbia governato i Goti a lungo, mentre Giordane racconta che Ermanarico visse 110 anni; se fosse così, la Saga di Hervör coprirebbe una parte di storia gotica non riportata in nessun'altra fonte.

## Tolkien
C'è parecchio in questa saga che i lettori delle opere di Tolkien riconoscerebbero. Ci sono per esempio coraggiose vergini guerriere (skjaldmö) un'immensa foresta chiamata Myrkviðr, tumuli spettrali, una cotta di maglia impenetrabile, una grande battaglia finale, una spada soggetta ad una maledizione la cui lama emette una luce come quella di un raggio di sole, e due Nani di nome Durin (redazione U)/Dulin (redazione H) e Dvalinn. Il figlio più giovane di J. R. R. Tolkien, Christopher Tolkien, tradusse la Saga di Hervör nel 1960, intitolandola The Saga of King Heidrek the Wise.